# Lobule rolandique
Le lobule rolandique ou opercule rolandique (du latin operculum signifiant couvercle désignant les structures anatomiques recouvrant les autres) ou opercule fronto-pariétal inférieur est la région du cortex cérébral située dans la partie inférieure du gyrus précentral. Dans sa partie interne, il est constitué de circonvolutions postérieures et externes de l'insula. Latéralement, l'opercule rolandique réalise l'union des gyrus précentral et postcentral, dessous l'extrémité inférieure du sillon central (de Rolando).

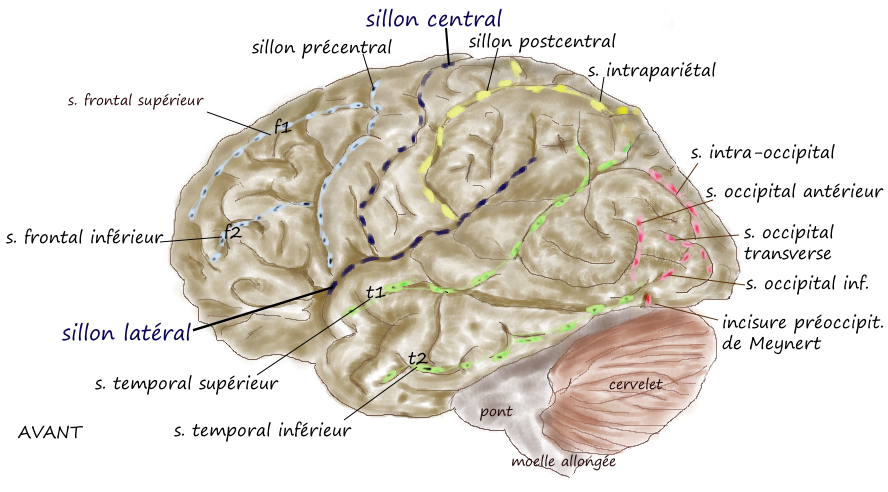

## Pathologie
La lésion de cette région peut être un symptôme du syndrome rolandique qui peut se manifester par une apraxie bucco-faciale donnant :
- paralysie faciale (le patient ne peut plus gonfler les joues, siffler…) ;
- paralysie linguale (le patient ne peut plus claquer ou tirer la langue…) ;
- trouble de langage : le patient a du mal à prononcer, bien qu'il puisse lire, écrire et comprendre ce qu'on lui dit.

Cette apraxie est très fréquente dans les syndromes rolandiques. 